# 中国船舶工业总公司
中国船舶工业总公司（China State Shipbuilding Corporation, CSSC），简称中船总公司，是一家曾经存在的中华人民共和国国有船舶企业。该公司成立于1982年5月4日，由当时的中华人民共和国第六机械工业部所属全部138个企事业单位和交通部所属的15个大中型修造船企事业单位合并而成。
1999年7月1日，中国船舶工业实施了重大改组，中国船舶工业总公司被拆分为中国船舶工业集团公司（CSSC，简称中船集团公司）和中国船舶重工集团公司（CSIC，简称中船重工）两大独立经济实体，但兩間公司於20年後再重新合併為中国船舶集团。